# Nikołaj Gergow
Nikołaj Borisławow Gergow (bg. Николай Бориславов Гергов; ur. 17 marca 1978) – bułgarski zapaśnik walczący w stylu wolnym. Dwukrotny olimpijczyk. Piąty w Pekinie 2008 i czternasty w Atenach 2004. Startował w kategorii 66 kg.
Sześciokrotny uczestnik mistrzostw świata, dwukrotny medalista, złoto w 2005.
Mistrz Europy w 2005 i 2007 roku.
- Turniej w Atenach 2004

Przegrał z Kim In-Seopem z Korei Południowej i wygrał z Levente Füredym z Węgier.
- Turniej w Pekinie 2008

Pokonał Şerefa Eroğlu z Turcji i Siergieja Kowalenkę z Rosji a przegrał z Armenem Wardanianem z Ukrainy i Kanatbekiem Begalijewem z Kirgistanu.